# RD-0146
O RD-0146 é um motor de foguete russo que queima  LH-2/LOX. Ele foi desenvolvido pelo bureau KBKhA em Voronej, em cooperação com a americana Pratt & Whitney. Em 2009 ele ficou em evidência quando a agência espacial russa o escolheu para o segundo estágio do veículo lançador Rus-M que tinha a intenção de levar a espaçonave Orel. Depois do cancelamento do projeto do foguete Rus-M, a variante RD-0146D desse motor, foi selecionada para o estágio de foguete KVTK.